# Huawei Ascend W1
Huawei Ascend W1 es el primer teléfono móvil de la marca Huawei que lleva Windows Phone como sistema operativo. Fue anunciado en la Consumer Electronics Show de 2013. Fue lanzado en enero de 2013 convirtiéndose en el teléfono móvil con Windows Phone más económico del mercado chino.

## Características
Según las especificaciones suministradas por el fabricante, es adecuado para redes celulares bajo las normas 3G estadounidense y europea. El chipset de este equipo es el MSM8230 Snapdragon de Qualcomm, con un procesador de doble núcleo a 1,2 GHz Krait. El procesador gráfico es el Adreno 305.
Las dimensiones son 12,45 x 6,35 x 1,015 cm con un peso aproximado de 130 gramos. La pantalla posee una resolución de 480 x 800 píxeles. Posee una cámara trasera de 5 Megapíxeles con una resolución de 2592 x 1944 píxeles y una delantera de 0,3 Megapíxeles, adecuada para aplicaciones con cámara web. Como otros teléfonos inteligentes, posee conectividad Wi-Fi, Bluetooth, USB, GPS, además de  radio FM y conexión para auriculares mini-estéreo de 3,5 mm. 
El celular es provisto con una memoria interna ROM de 4GB donde está cargado el sistema operativo. Se provee de fábrica con una memoria RAM de 512 MB en formato microSD, pudiéndose usar un módulo de hasta 32 GB.
Debido a la limitada memoria disponible en el teléfono móvil, hay algunas aplicaciones que es posible que no puedan ser ejecutadas. En el mercado africano, el teléfono móvil es llamado como el "Huawei 4Afrika" como una iniciativa de Microsoft llamada "4Afrika".

## Rendimiento del equipo
Este teléfono posee una batería de iones de Litio de 1950 mAh. que permite un tiempo de espera de 460 horas (en redes 2G) y de 470 horas (en redes 3G) y un tiempo de conversación de 5 horas. Los tiempos de conversación varían entre 8 horas (2G) y 10 horas con 30 minutos (3G).